# Len Deighton
Leonard Cyril Deighton (n. 18 februarie 1929, Londra, Anglia, Regatul Unit), cunoscut și ca Len Deighton, este un autor britanic. Deighton este considerat unul dintre primii trei romancieri ai literaturii de spionaj din timpul său (alături de Ian Fleming și John le Carré). Este cel mai cunoscut pentru romanele sale, pentru lucrări de istorie militară, scenarii de film și scrieri despre gastronomie. Înainte de a scrie primul său roman în 1962, The IPCRESS File, a avut o carieră variată, inclusiv ca bucătar, ospătar, co-editor al unei reviste, profesor și steward. Deighton a scris două scenarii pentru televiziune, primul  Long Past Glory în 1963; de asemenea  a realizat scenariul filmului Oh! What a Lovely War (1969, debut regizoral Richard Attenborough). The Sunday Times considera că Len Deighton este "poetul poveștilor cu spioni". Primul personaj al lui Deighton  – un spion fără nume botezat  Harry Palmer în filme – a devenit   celebru în întreaga lume în filmele iconice ale anilor 1960  în care a jucat Michael Caine.

## Lucrări scrise

### Romane
| Titlu                                 | Anul apariției | Editura (toate din Londra) |
| ------------------------------------- | -------------- | -------------------------- |
| The IPCRESS File                      | 1962           | Hodder & Stoughton         |
| Horse Under Water                     | 1963           | Jonathan Cape              |
| Funeral in Berlin                     | 1964           | Jonathan Cape              |
| Billion-Dollar Brain                  | 1966           | Jonathan Cape              |
| An Expensive Place to Die             | 1967           | Jonathan Cape              |
| Only When I Larf                      | 1967           | Tipărită în particular     |
| Bombardierul (Bomber)                 | 1970           | Jonathan Cape              |
| Close-Up                              | 1972           | Jonathan Cape              |
| Spy Story                             | 1974           | Jonathan Cape              |
| Yesterday's Spy                       | 1975           | Jonathan Cape              |
| Twinkle, Twinkle, Little Spy          | 1976           | Jonathan Cape              |
| SS-GB Marea Britanie sub naziști 1941 | 1978           | Jonathan Cape              |
| XPD                                   | 1981           | Hutchinson                 |
| Goodbye, Mickey Mouse                 | 1982           | Hutchinson                 |
| Jocul\|                               | 1983           | Hutchinson                 |
| Mexico Set                            | 1984           | Hutchinson                 |
| London Match                          | 1985           | Hutchinson                 |
| Winter                                | 1987           | Hutchinson                 |
| Spy Hook                              | 1988           | Hutchinson                 |
| Spy Line                              | 1989           | Hutchinson                 |
| Spy Sinker                            | 1990           | Hutchinson                 |
| MAMista                               | 1991           | Random House               |
| City of Gold                          | 1991           | Random House               |
| Violent Ward                          | 1993           | HarperCollins              |
| Faith                                 | 1994           | HarperCollins              |
| Hope                                  | 1995           | HarperCollins              |
| Charity                               | 1996           | HarperCollins              |

Romanul SS-GB Marea Britanie sub naziști 1941 a fost adaptat pentru televiziune în 2017 de către BBC One.

## Publicări în limba română
- Deighton, Len, Bombardierul, tradus de Daniela Parau-Staicu, București, 1982: Editura Meridiane, Colecția Delfin, p. 350;
- Deighton, Len, SS-GB Marea Britanie sub naziști 1941, București, 1993: Editura Multistar, p. 384, ISBN 973-9136-05-2;
- Deighton, Len, Jocul Berlinului, București, 1995: Editura Colosseum, p. 312;

## Legături externe
- The Deighton Dossier – website about Len Deighton
- Shots Ezine: Len Deighton: An Appreciation
- Len Deighton la Internet Movie Database
- Robert Dawson Scott, "A class act, not a class warrior" (interview), The Times, 7 January 2006.
- Robert Dawson Scott, "Len Deighton: The spy and I" (interview), Independent, 4 January 2006.